# Grasshopper Club Zürich 2005-2006
Questa voce raccoglie le informazioni riguardanti il Grasshopper Club Zürich nelle competizioni ufficiali della stagione 2005-2006.

## Stagione
Nella stagione 2005-2006 il Grasshoppers, allenato da Hanspeter Latour e Krasimir Balăkov, concluse il campionato di Super League al 4º posto. In Coppa Svizzera il Grasshoppers fu eliminato al secondo turno dal Winterthur. In Coppa UEFA il Grasshoppers fu eliminato nella fase a gironi.

## Rosa
| N. |                          | Ruolo | Calciatore       |
| -- | ------------------------ | ----- | ---------------- |
| 1  | Svizzera (bandiera)      | P     | Fabio Coltorti   |
| 2  | Lettonia (bandiera)      | D     | Igors Stepanovs  |
| 4  | Svizzera (bandiera)      | D     | Roland Schwegler |
| 5  | Marocco (bandiera)       | C     | Tariq Chihab     |
| 6  | Svizzera (bandiera)      | C     | Gerardo Seoane   |
| 7  | Senegal (bandiera)       | A     | Demba Touré      |
| 8  | Svizzera (bandiera)      | C     | Michel Renggli   |
| 9  | Svizzera (bandiera)      | A     | André Muff       |
| 10 | Brasile (bandiera)       | A     | Eduardo          |
| 11 | Brasile (bandiera)       | A     | Rogério          |
| 13 | Svizzera (bandiera)      | D     | Luca Denicolá    |
| 14 | Svizzera (bandiera)      | C     | Dusan Pavlovic   |
| 17 | Italia (bandiera)        | C     | Vladimir Peralta |
| 18 | Liechtenstein (bandiera) | P     | Peter Jehle      |

| N. |                                | Ruolo | Calciatore          |
| -- | ------------------------------ | ----- | ------------------- |
| 19 | Colombia (bandiera)            | C     | Alexander Viveros   |
| 20 | Brasile (bandiera)             | A     | Leandro             |
| 22 | Svizzera (bandiera)            | P     | Dragan Đukic        |
| 23 | Spagna (bandiera)              | C     | Raúl Cabanas        |
| 24 | Haiti (bandiera)               | D     | Kim Jaggy           |
| 26 | Macedonia del Nord (bandiera)  | D     | Aleksandar Mitreski |
| 27 | Svizzera (bandiera)            | D     | Kay Voser           |
| 29 | Svizzera (bandiera)            | D     | Marc Lütolf         |
| 30 | Brasile (bandiera)             | C     | António dos Santos  |
| 31 | Svizzera (bandiera)            | A     | David Blumer        |
| 32 | Svizzera (bandiera)            | D     | Scott Sutter        |
| 33 | Svizzera (bandiera)            | C     | Leonel Romero       |
| 34 | Svizzera (bandiera)            | A     | Antonio Aiello      |
| 35 | Serbia e Montenegro (bandiera) | C     | Vero Salatic        |

## Organigramma societario
Area tecnica
- Allenatore: Krasimir Balăkov
- Allenatore in seconda: Rainer Widmayer
- Preparatore dei portieri: Stefan Huber
- Preparatori atletici:

## Calciomercato

### Sessione estiva
| Acquisti | Acquisti           | Acquisti    | Acquisti |
| R.       | Nome               | da          | Modalità |
| -------- | ------------------ | ----------- | -------- |
| A        | Horacio Peralta    | Nacional    |          |
| C        | António dos Santos | Sciaffusa   |          |
| P        | Fabio Coltorti     | Thun        |          |
| A        | Leandro            | Hannover 96 |          |
| C        | Dusan Pavlovic     | San Gallo   |          |
| C        | Michel Renggli     | Thun        |          |

| Cessioni | Cessioni             | Cessioni              | Cessioni |
| R.       | Nome                 | a                     | Modalità |
| -------- | -------------------- | --------------------- | -------- |
| C        | Carlos da Silva      | Sciaffusa             |          |
| A        | Vjačaslaŭ Hleb       | Partyzan Minsk        |          |
| P        | Eldin Jakupović      | Thun                  |          |
| D        | Stephan Lichtsteiner | Lilla                 |          |
| A        | Sahr Senesie         | Hoffenheim            |          |
| D        | Christoph Spycher    | Eintracht Francoforte |          |

### Sessione invernale
| Acquisti | Acquisti          | Acquisti | Acquisti |
| R.       | Nome              | da       | Modalità |
| -------- | ----------------- | -------- | -------- |
| C        | Alexander Viveros | Nantes   |          |

| Cessioni | Cessioni        | Cessioni        | Cessioni |
| R.       | Nome            | a               | Modalità |
| -------- | --------------- | --------------- | -------- |
| D        | Igor Hürlimann  | Neuchâtel Xamax |          |
| C        | Ricardo Cabanas | Colonia         |          |
| A        | Horacio Peralta | Flamengo        |          |

## Risultati

### Super League

#### Prima fase, girone di andata
| Arbitro: | Wildhaber |

|                                     |           |                       |
| Salatic 3’ Pavlovic 18’ Eduardo 50’ | Marcatori | 13’ Gomes 56’ Aguirre |

| Arbitro: | Rogalla |

|                                   |           |                               |
| Raffael 9’, 54’ Nef 41’ Keita 55’ | Marcatori | 44’ Santos 77’ (rig.) Cabanas |

| Arbitro: | Rutz |

|             |           |          |
| Renggli 77’ | Marcatori | 37’ Rama |

| Arbitro: | Busacca |

|  |           |                              |
|  | Marcatori | 43’ Eduardo 47’, 84’ Rogério |

| Arbitro: | Leuba |

|                                |           |            |
| Lustrinelli 51’ Bernardini 81’ | Marcatori | 4’ Rogério |

| Arbitro: | Zimmermann |

|                             |           |           |
| Santos 13’, 62’ Renggli 90’ | Marcatori | 22’ Callà |

| Arbitro: | Laperrière |

|  |           |             |
|  | Marcatori | 24’ Cabanas |

| Arbitro: | Leuba |

|                         |           |                             |
| Cabanas 28’ Rogério 90’ | Marcatori | 6’ (rig.) Delgado 22’ Rossi |

| Arbitro: | Wildhaber |

|                                          |           |  |
| Rogério 42’ Santos 45’ (rig.) Chihab 53’ | Marcatori |  |

#### Prima fase, girone di ritorno
| Arbitro: | Circhetta |

|                          |           |  |
| Aguirre 58’ Biscotte 66’ | Marcatori |  |

| Arbitro: | Zimmermann |

|            |           |  |
| Santos 89’ | Marcatori |  |

| Arbitro: | Nobs |

|  |           |                        |
|  | Marcatori | 65’ Eduardo 86’ Santos |

| Arbitro: | Busacca |

|            |           |           |
| Santos 50’ | Marcatori | 32’ Paulo |

| Arbitro: | Sowa |

|                         |           |  |
| Cabanas 77’ Eduardo 86’ | Marcatori |  |

| Arbitro: | Bertolini |

|                   |           |             |
| Tachie-Mensah 30’ | Marcatori | 25’ Eduardo |

| Arbitro: | Circhetta |

|             |           |               |
| Eduardo 39’ | Marcatori | 45’ Giallanza |

| Arbitro: | Busacca |

|                   |           |  |
| Delgado 3’ (rig.) | Marcatori |  |

| Losanna 11 dicembre 2005, ore 16:00 CET 18ª giornata | Neuchâtel Xamax | 0 – 0 referto | Grasshoppers | Stade Olympique de la Pontaise (1 500 spett.)\| Arbitro: \| Leuba \| |
| Arbitro:                                             | Leuba           |               |              |                                                                      |

#### Seconda fase, girone di andata
| Arbitro: | Circhetta |

|          |           |  |
| Neri 45’ | Marcatori |  |

| Arbitro: | Salm |

|                    |           |                    |
| Muff 6’ Seoane 79’ | Marcatori | 3’ Nuzzolo 24’ Rey |

| Arbitro: | Wildhaber |

|           |           |             |
| Paulo 29’ | Marcatori | 74’ Rogério |

| Zurigo 29 marzo 2006, ore 18:45 CEST 22ª giornata | Grasshoppers | 0 – 0 referto | Zurigo | Hardturm (11 400 spett.)\| Arbitro: \| Rogalla \| |
| Arbitro:                                          | Rogalla      |               |        |                                                   |

| Arbitro: | Nobs |

|                              |           |            |
| Eduardo 21’ Kavelashvili 90’ | Marcatori | 34’ Santos |

| Arbitro: | Busacca |

|           |           |               |
| Seoane 5’ | Marcatori | 31’ Milićević |

| Arbitro: | Rutz |

|  |           |              |
|  | Marcatori | 64’ Pavlovic |

| Arbitro: | Circhetta |

|  |           |           |
|  | Marcatori | 76’ Silva |

| Arbitro: | Laperrière |

|                  |           |               |
| Renggli 57’, 82’ | Marcatori | 29’ Zellweger |

#### Seconda fase, girone di ritorno
| Arbitro: | Salm |

|  |           |                |
|  | Marcatori | 9’, 68’ Santos |

| Arbitro: | Salm |

|           |           |              |
| Maric 90’ | Marcatori | 65’ Pavlovic |

| Arbitro: | Nobs |

|                           |           |          |
| Santos 34’, 79’ Touré 60’ | Marcatori | 74’ Faye |

| Arbitro: | Zimmermann |

|  |           |                   |
|  | Marcatori | 52’ (rig.) Santos |

| Arbitro: | Busacca |

|           |           |                     |
| Touré 32’ | Marcatori | 70’ (aut.) Mitreski |

| Arbitro: | Circhetta |

|                     |           |  |
| Cesar 31’ Keita 34’ | Marcatori |  |

| Arbitro: | Busacca |

|           |           |  |
| Touré 63’ | Marcatori |  |

| Arbitro: | Kever |

|          |           |  |
| Coly 24’ | Marcatori |  |

| Zurigo 14 maggio 2006, ore 16:15 CEST 36ª giornata | Grasshoppers | 0 – 0 referto | Aarau | Hardturm (4 600 spett.)\| Arbitro: \| Wildhaber \| |
| Arbitro:                                           | Wildhaber    |               |       |                                                    |

### Coppa Svizzera
| 18 settembre 2005, ore 15:00 CEST Primo turno | Zugo | 2 – 6 | Grasshoppers |  |

| 23 ottobre 2005, ore 14:30 CEST Secondo turno | Winterthur | 4 – 2 | Grasshoppers |  |

### Coppa UEFA

#### Preliminari
| Arbitro: | Gomes |

|             |           |  |
| Eduardo 68’ | Marcatori |  |

| Arbitro: | Markusson |

|                           |           |                        |
| Gęsior 35’, 38’ Zilić 69’ | Marcatori | 30’ Santos 83’ Eduardo |

#### Fase a eliminazione diretta
| Arbitro: | McDonald |

|            |           |           |
| Salatic 1’ | Marcatori | 19’ Manso |

| Arbitro: | Godulyan |

|  |           |                                   |
|  | Marcatori | 75’ Touré 80’ Salatic 86’ Rogério |

#### Fase a gironi
| Arbitro: | Berntsen |

|  |           |                 |
|  | Marcatori | 10’ Hasselbaink |

| Arbitro: | Kasnaferis |

|                             |           |            |
| Novakovič 13’ Sandrinho 81’ | Marcatori | 90’ Santos |

| Arbitro: | Trivković |

|                       |           |                                              |
| Touré 85’ Renggli 90’ | Marcatori | 39’ Nazarenko 62’ Kravchenko 83’ Mikhaylenko |

| Arbitro: | Piccirillo |

|                |           |  |
| Koevermans 70’ | Marcatori |  |

## Statistiche

### Statistiche di squadra
| Competizione   | Punti | In casa | In casa | In casa | In casa | In casa | In casa | In trasferta | In trasferta | In trasferta | In trasferta | In trasferta | In trasferta | Totale | Totale | Totale | Totale | Totale | Totale | DR  |
| Competizione   | Punti | G       | V       | N       | P       | Gf      | Gs      | G            | V            | N            | P            | Gf           | Gs           | G      | V      | N      | P      | Gf     | Gs     | DR  |
| -------------- | ----- | ------- | ------- | ------- | ------- | ------- | ------- | ------------ | ------------ | ------------ | ------------ | ------------ | ------------ | ------ | ------ | ------ | ------ | ------ | ------ | --- |
| Super League   | 55    | 18      | 8       | 9       | 1       | 27      | 15      | 18           | 6            | 4            | 8            | 17           | 18           | 36     | 14     | 13     | 9      | 44     | 33     | +11 |
| Coppa Svizzera | -     | 0       | 0       | 0       | 0       | 0       | 0       | 2            | 1            | 0            | 1            | 8            | 6            | 2      | 1      | 0      | 1      | 8      | 6      | +2  |
| Coppa UEFA     | -     | 4       | 1       | 1       | 2       | 4       | 5       | 4            | 1            | 0            | 3            | 6            | 6            | 8      | 2      | 1      | 5      | 10     | 11     | -1  |
| Totale         | 55    | 22      | 9       | 10      | 3       | 31      | 20      | 24           | 8            | 4            | 12           | 31           | 30           | 46     | 17     | 14     | 15     | 62     | 50     | +12 |

### Andamento in campionato
| Giornata  | 1 | 2 | 3 | 4 | 5 | 6 | 7 | 8 | 9 | 10 | 11 | 12 | 13 | 14 | 15 | 16 | 17 | 18 | 19 | 20 | 21 | 22 | 23 | 24 | 25 | 26 | 27 | 28 | 29 | 30 | 31 | 32 | 33 | 34 | 35 | 36 |
| --------- | - | - | - | - | - | - | - | - | - | -- | -- | -- | -- | -- | -- | -- | -- | -- | -- | -- | -- | -- | -- | -- | -- | -- | -- | -- | -- | -- | -- | -- | -- | -- | -- | -- |
| Luogo     | C | T | C | T | T | C | T | C | C | T  | C  | T  | C  | C  | T  | C  | T  | T  | T  | C  | T  | C  | T  | C  | T  | C  | C  | T  | T  | C  | T  | C  | T  | C  | T  | C  |
| Risultato | V | P | N | V | P | V | V | N | V | P  | V  | V  | N  | V  | N  | N  | P  | N  | P  | N  | N  | N  | P  | N  | V  | P  | V  | V  | N  | V  | V  | N  | P  | V  | P  | N  |
| Posizione | 4 | 5 | 7 | 4 | 5 | 3 | 3 | 3 | 3 | 4  | 3  | 2  | 2  | 2  | 2  | 3  | 3  | 3  | 4  | 4  | 4  | 4  | 4  | 4  | 4  | 4  | 4  | 4  | 4  | 3  | 3  | 4  | 4  | 4  | 4  | 4  |

Legenda:

Luogo: C = Casa; T = Trasferta. Risultato: V = Vittoria; N = Pareggio; P = Sconfitta.

### Statistiche dei giocatori
| Giocatore    | Super League | Super League | Super League | Super League | Coppa UEFA | Coppa UEFA | Coppa UEFA  | Coppa UEFA | Totale   | Totale | Totale      | Totale     |
| Giocatore    | Presenze     | Reti         | Ammonizioni  | Espulsioni   | Presenze   | Reti       | Ammonizioni | Espulsioni | Presenze | Reti   | Ammonizioni | Espulsioni |
| ------------ | ------------ | ------------ | ------------ | ------------ | ---------- | ---------- | ----------- | ---------- | -------- | ------ | ----------- | ---------- |
| A. Aiello    | 1            | 0            | 0            | 0            | 0          | 0          | 0           | 0          | 1        | 0      | 0           | 0          |
| D. Blumer    | 5            | 0            | 0            | 0            | 0          | 0          | 0           | 0          | 5        | 0      | 0           | 0          |
| R. Cabanas   | 12           | 0            | 1            | 0            | 0          | 0          | 0           | 0          | 12       | 0      | 1           | 0          |
| R. Cabanas   | 15           | 4            | 4            | 1            | 7          | 0          | 1           | 0          | 22       | 4      | 5           | 1          |
| T. Chihab    | 19           | 1            | 4            | 1            | 7          | 0          | 0           | 0          | 26       | 1      | 4           | 1          |
| F. Coltorti  | 35           | 0            | 4            | 0            | 8          | 0          | 0           | 0          | 43       | 0      | 4           | 0          |
| L. Denicolá  | 23           | 0            | 4            | 0            | 3          | 0          | 1           | 0          | 26       | 0      | 5           | 0          |
| E. Eduardo   | 14           | 6            | 3            | 1            | 5          | 2          | 1           | 0          | 19       | 8      | 4           | 1          |
| I. Hürlimann | 9            | 0            | 1            | 0            | 2          | 0          | 0           | 0          | 11       | 0      | 1           | 0          |
| K. Jaggy     | 32           | 0            | 3            | 1            | 8          | 0          | 2           | 0          | 40       | 0      | 5           | 1          |
| P. Jehle     | 2            | 0            | 0            | 0            | 0          | 0          | 0           | 0          | 2        | 0      | 0           | 0          |
| L. Leandro   | 11           | 0            | 1            | 0            | 0          | 0          | 0           | 0          | 11       | 0      | 1           | 0          |
| M. Lütolf    | 3            | 0            | 0            | 0            | 1          | 0          | 0           | 0          | 4        | 0      | 0           | 0          |
| A. Mitreski  | 24           | 0            | 3            | 1            | 7          | 0          | 2           | 0          | 31       | 0      | 5           | 1          |
| A. Muff      | 6            | 1            | 2            | 0            | 0          | 0          | 0           | 0          | 6        | 1      | 2           | 0          |
| D. Pavlovic  | 24           | 3            | 3            | 0            | 3          | 0          | 0           | 0          | 27       | 3      | 3           | 0          |
| H. Peralta   | 1            | 0            | 0            | 0            | 1          | 0          | 0           | 0          | 2        | 0      | 0           | 0          |
| V. Peralta   | 1            | 0            | 1            | 0            | 0          | 0          | 0           | 0          | 1        | 0      | 1           | 0          |
| M. Renggli   | 33           | 4            | 2            | 0            | 7          | 1          | 0           | 0          | 40       | 5      | 2           | 0          |
| R. Rogério   | 26           | 6            | 3            | 1            | 8          | 1          | 0           | 0          | 34       | 7      | 3           | 1          |
| L. Romero    | 2            | 0            | 0            | 0            | 0          | 0          | 0           | 0          | 2        | 0      | 0           | 0          |
| V. Salatic   | 29           | 1            | 6            | 0            | 7          | 2          | 1           | 0          | 36       | 3      | 7           | 0          |
| A. Santos    | 35           | 13           | 7            | 0            | 8          | 2          | 1           | 0          | 43       | 15     | 8           | 0          |
| R. Schwegler | 13           | 0            | 2            | 0            | 4          | 0          | 1           | 0          | 17       | 0      | 3           | 0          |
| G. Seoane    | 15           | 2            | 5            | 0            | 0          | 0          | 0           | 0          | 15       | 2      | 5           | 0          |
| I. Stepanovs | 27           | 0            | 5            | 2            | 7          | 0          | 0           | 0          | 34       | 0      | 5           | 2          |
| S. Sutter    | 27           | 0            | 2            | 0            | 7          | 0          | 0           | 0          | 34       | 0      | 2           | 0          |
| D. Touré     | 33           | 3            | 2            | 0            | 7          | 2          | 0           | 0          | 40       | 5      | 2           | 0          |
| A. Viveros   | 5            | 0            | 2            | 0            | 0          | 0          | 0           | 0          | 5        | 0      | 2           | 0          |
| K. Voser     | 3            | 0            | 0            | 0            | 0          | 0          | 0           | 0          | 3        | 0      | 0           | 0          |
| D. Đukic     | 0            | 0            | 0            | 0            | 0          | 0          | 0           | 0          | 0        | 0      | 0           | 0          |